# GASAP
In Belgien ist eine Solidarische Einkaufsgemeinschaft für die bäuerliche Landwirtschaft (französisch: Groupe d'achats solidaires de l'agriculture paysanne, Abkürzung: GASAP; niederländisch: Solidaire Aankoopgroep van Agro-ecologische Landbouw, Abkürzung: SAGAL) eine Gruppe von Menschen, die sich direkt mit einem bäuerlichen Erzeuger zusammenschließen, um regelmäßig und langfristig Lebensmittel zu kaufen, die regional erzeugt sind, der Jahreszeit entsprechen und von hoher Qualität sind. Dies kann Gemüse, aber auch Obst, Käse usw. sein. GASAP ist eine eingetragene Handelsmarke von Le Réseau des GASAP asbl.
Ihr Ziel ist es, die bäuerliche Landwirtschaft und lokale Produzenten zu unterstützen, die mit umweltfreundlichen Methoden und traditionellem Wissen arbeiten.
Der Hauptproduzent jedes GASAP, häufig ein Gemüsebauer, arbeitet mit jeder Gruppe einen Solidaritätsvertrag aus, der die Partnerschaft untermauert und in dem sich jeder Konsument für ein Jahr verpflichtet. Die „consom'acteurs“ (frz. etwa: „bewusste Konsumenten“) verpflichten sich also vor Beginn der Produktionssaison bei dem Produzenten und sichern ihm so eine stabile Einkommensquelle für das gesamte folgende Jahr.

## Besonderheiten im Vergleich zu anderen Systemen
Das belgische Modell unterscheidet sich von Systemen in anderen Ländern und Regionen (Solidarische Landwirtschaft in Deutschland und Österreich, Regionale Vertragslandwirtschaft in der Schweiz, AMAP in Frankreich, Community-supported Agriculture in den USA und andere) wie folgt:
- Die Gruppengröße ist relativ klein und umfasst mehr oder weniger 20 Haushalte.
- Die Initiative zur Bildung der Gruppen geht häufig von Verbrauchern aus.
- In Brüssel besteht seit der Teilung der ersten Einkaufsgruppe ein strukturiertes Netzwerk von GASAP[4]
- GASAP-Mitglieder sind aufgerufen, sich an Aktionen der Solidarität mit der bäuerlichen Landwirtschaft (frz.: Actions Solidaires de l’Agriculture Paysanne, Abkürzung: ASAP) zu beteiligen. Dabei handelt es sich um freiwillige Arbeitseinsätze, beispielsweise bei der Ernte oder anderer Feldarbeit, zum Bau von Treibhaus-Tunneln oder beim Schachten von Brunnen[5].

## Entwicklung
Am 17. Juli 2025 zählte das Brüsseler Netzwerk der GASAP 105 Gruppen mit rund 2000 Haushalten und 51 Produzenten.